# Трећа крајишка пролетерска ударна бригада
Трећа крајишка пролетерска народно-ослободилачка ударна бригада формирана је 22. августа 1942. године у селу Каменици код Дрвара, од Дрварског и Петровачког батаљона Петог крајишког партизанског одреда. Крајем октобра у састав бригаде је ушао и самостални батаљон Здравко Челар, после чега је бригада преформисана у четири батаљона са око 1.000 бораца.
Први командант бригаде био је Никола Карановић, народни херој, а политички комесар Симо Тадић. До 14. новембра 1942. године бригада је била под командом Оперативног штаба за Босанску крајину, а потом до краја рата се налазила у саставу Прве пролетерске дивизије.
За своје заслуге током борби против непријатеља Трећа крајишка бригада је 13. септембра 1943. године проглашена пролетерском. А од Штаба Првог пролетерског корпуса за постигнуте борбене успехе добила је назив „узор-бригада”. Током Народноослободилачког рата похваљивана је пет пута од Врховног команданта НОВ и ПОЈ Јосипа Броза Тита, а више пута од других штабова. Одликована је Орденом народног ослобођења Орденом партизанске звезде и Орденом братства и јединства, а поводом петнаестогодишњице битке на Сутјесци, јуна 1958. године и Орденом народног хероја.
Девет бораца Треће крајишке бригаде проглашено је за народне хероје.

## Борбени пут Треће крајишке бригаде
Почетком јуна 1941., у Босанском Петровцу су храбри устаници из Крњеуше запленили немачки топ, и та мала победа петровачких партизана се одвила пре званичног почетка устанка, на шта су борци били веома поносни.
У зору 27. јула 1941. отпочео је напад на Дрвар, и то је био први званични устанички окршај у Босни и Херцеговини, где су Дрварчани, борци прве чете, сломили отпор усташа. Након тога уследиле су многобројне акције партизанских одреда на подручју Дрвара, Босанског Петровца и Вакуфа, при чему су нападане непријатељске јединиц: немачке и италијанске војске, домобрана и усташа.
Због великог одзива устаника, дошло је време да се од одреда формирају бригаде.
Бригада је основана 22. августа 1942. године, у Каменици код Дрвара. Састојала се прво из три батаљона: Дрварског, Петровачког и самосталног батаљона „ Здравко Челар”, да би недуго затим од делова ових настао и четврти батаљон.
Бригада је у септембру 1942. године заузела Цазин и четрнаест села у његовој околини. Од 2. до 4. новембра учествовала је у Бихаћкој операцији и ослобођењу овог града. До краја новембра деловала је на планини Мањачи, око Кључа, Врпоља и Санског Моста. Од пристизања у састав Прве пролетерске дивизије, 14. новембра, па све до краја 1942. године учествовала је у уништењу четничког упоришта Чађавица и у ослобођењу Јајца, па у борбама око Котор Вароши и Теслића. Заједно с Првом пролетерском ударном бригадом, 1/2. јануара 1943. године заузела је Теслић, који је бранило више од 2.000 војника. Од тада до почетка битке на Неретви деловала је у горњем току реке Врбаса.
Од 1943. године придружује се бригади велики број бораца италијанске националности, пребеглих из Мусолинијеве војске. Показали су се као одлични борци, и спријатељили су се са својим дојучерашњим непријатељима — партизанима. Од ових добровољаца формиран је посебан одред Матеоти, формиран 5. децембра 1943. године, у склопу Треће крајишке бригаде.

### Битка на Неретви
У време битке на Неретви, од средине фебруара 1943. године, водила је вишедневне жестоке обрамбене борбе на правцу Бугојно-Горњи Вакуф. Учествовала је с Четвртом пролетерском црногорском ударном бригадом у борби на Вилића Гувну, 2. марта 1943. године. У противудару Главне оперативне групе Врховног штаба НОВ и ПОЈ, код Горњег Вакуфа, од 3. до 5. марта водила је жестоке борбе са снагама 717. и 718. немачке дивизије. Двадесет пет дана затварала је правац Бугојно-Прозор и Купрес-Равно-Прозор. Била је једна од главних заштитница повлачења рањеника на правцу Главатичево, Бјелинићи и Калиновик. Од 31. марта до 19. априла 1943. године била је ангажована у жестоким борбама у бици на Дрини (Челебић, Ифсар). Наредних тридесетак дана учествовала је у разбијању четничких и италијанских снага у Санџаку, Шаховићима, Бијелом Пољу и Мојковцу.

### Битка на Сутјесци
У време битке на Сутјесци до 20. маја 1943. године водила је борбу с Првом брдском немачком дивизијом на ширем сектору Бијелог Поља и Мојковца. Када су снаге 118. немачке дивизије и Седме усташко-домобранске бригаде оствариле дубок продор од Фоче према Челебићу и угрозиле Централну болницу. Врховни штаб НОВ и ПОЈ је на овај сектор пребацио групу бригада, међу којима и Трећу крајишку. С Дринском оперативном групом ове снаге прво су задржале непријатеља, а затим у сарадњи с Првом и Другом пролетерском ударном бригадом потиснуле га према Фочи и до 26. маја покушале да остваре пробој обруча југоисточно од Фоче. После ових борби, до 3. јуна бригада је бранила прелазе на Дрини код Шћепан-поља и Узлупа, а затим је ангажована у борби између река Сутјеске и Дрине. У пробоју на Зеленгори прво је подржала пробој Прве пролетерске ударне бригаде на Балиновцу, а потом је наставила наступање према комуникацији Калиновик-Фоча. 14. јуна 1943. године пробила се преко овог пута и наставила наступање према источној Босни.

### Борбе у западној, централној Босни и Далмацији
Крајем јуна и током јула 1943. године бригада је учествовала у више борби у источној Босни. У августу, по наређењу Врховног штаба НОВ и ПОЈ, пребачена је у западну Босну. До средине септембра водила је борбе за Турбе, ослободила Горњи Вакуф и истакла се у борбама за Бугојно, у коме је пробила непријатељски обруч сачињен од усташа и домобрана, ушла у град, евакуисала раднике и потом разнела фабрику оружја. Тиме је и срушен мит, односно пропаганда која је владала, да „ ако Павелићу постане несигурно и у Загребу да се може склонити у Бугојно”. За ове подухвате похваљена је од Врховног команданта НОВ и ПОЈ Јосипа Броза Тита, а 13. септембра 1943. године проглашена је пролетерском. У другој половини септембра ослободила је Дувно и водила жестоке борбе у Далмацији, у коју је добијено наређење да се пребаце из рејона Травника. Средином септембра 1943. бригада је продрла до Сиња у Далмацији, где се борила против здружених усташких јединица и немачког Вермахта. До краја године највише је деловала у долини реке Врбаса и централној Босни; у октобру је заузела Купрес и извршила диверзију у Зеници; у новембру је водила борбе у долини Врбаса, у децембру је деловала на сектору Шујице; учествовала је у Првој бањалучкој операцији (31. децембра/1. јануара 1944), продрла у град и заробила 408 непријатељских војника. Од тада до краја маја бригада је извела бројне акције и учествовала у више борби.
У дрварској операцији од 25. до 27. маја 1944. године разбила је јаке непријатељске снаге које су надирале правцем Ливно-Гламоч. После тога, водила је жестоке борбе на правцу Лисина-Милиниште (на Црном врху сломила је двадесет непријатељских јуриша).

### Продор у Србију
У саставу Прве пролетерске дивизије, бригада је почела продор на исток и под борбом прешла пут: Зец-планина-Планиница-Битовња-Калиновик-Фоча-Чајниче-Бродарево. Учествовала је у Дурмиторској операцији. С ове територије, крајем августа почео је њен продор у Србију. Од краја августа до половине октобра учествовала је у борбама за ослобођење западне Србије и Шумадије; учествовала је у разбијању четника на Златибору и Бугара на Палисаду и у ослобођењу Ивањице, Ариља, Ужичке Пожеге и Косјерића; Трећа крајишка је дејствовала око Ужица и реке Моравице. Задатак је био разбијање недићевских и четничких формација, што је и учињено северно од Пожеге и Ужица, а потом је неутралисана немачка колона, која је покушала интервенисати из правца Ужица. Након тога, 5. септембра ослобађају Косјерић. Шестог септембра код Кадињаче побеђују јединицу Љотићеваца, јачине око 600 војника.
После тога учествовала је у разбијању четника на Равној и Јеловој гори и у ослобођењу Ваљева, које је ослобођено од Немаца, Љотићеваца и Четника. Потом је ослобођена Мионица. Велики број младих људи, који су заробљени као припадници четничких формација, су се својевољно прикључили партизанском покрету, и након краткотрајне обуке и провере се доказали као добри борци.
Учествовала је у Београдској операцији, па у борбама на Сремском фронту. У завршним операцијама за ослобођење Југославије учествовала је у пробоју Сремског фронта и ослобођењу дела Славоније, а 8. маја у ослобођењу Загреба.

## Народни хероји и истакнути борци Треће крајишке бригаде
- Никола Карановић, командант бригаде, народни хероj
- Ђурађ Бркљач,капетан прве класе,народни херој
- Владо Бајић, командант бригаде, народни херој
- Никола Војводић, заменик команданта батаљона, народни херој
- Милан Боснић, командант Штаба Трећег батаљона „Здравко Челар”
- Миладин Зорић Гарача, командант Треће чете у Другом батаљону, народни херој
- Мирко Јевић Мића, обавештајни официр и заменик комесара Друге чете Трећег батаљона
- Миленко Ступар, командант батаљона
- Марко Јокић, командир Прве чете, народни херој
- Милан Керкез Ујко, командир Друге чете Трећег батаљона
- Бранко Кецман, заменик политичког комесара Прве чете
- Ђуран Ковачевић, командант Другог батаљона, народни херој
- Анђелко Родић Буђони
- Мирко Роквић Шоша, командир чете, народни херој
- Никола Ступар, заменик командира Друге чете Трећег батаљона
- Милан Ћуп, политички комесар Четвртог батаљона, народни херој
- Душан Бабић Бачкоња, командир треће чете
- Боро Кецман, члан штаба другог батаљона
- Пепа Качар, политички комесар друге чете
- Милан Васе Бодрожа Радак, од октобра 1942. командант Трећег батаљона
- Лазо Бабић командир вода у 2. чети 4. батаљона[1][2]